# Estadio Edgar Peña
El Estadio Edgar Peña Gutiérrez es un estadio de Bolivia, ubicado a 392 m s. n. m., en las afueras de Santa Cruz de la Sierra mayormente utilizado para la práctica de fútbol. El estadio lleva el nombre en honor del Dr. Édgar Peña Gutiérrez, en reconocimiento a su trayectoria y por sus gestiones en beneficio del fútbol cruceño y nacional. La propuesta fue impulsada por el Club Destroyers y respaldada de inmediato por la Asamblea Departamental de Deportes y el Círculo de Periodistas Deportivos de Santa Cruz a través de sendos oficios.
En él se juega los torneos de competición del fútbol boliviano, la División Profesional y la Asociación Cruceña de Fútbol (ACF) , donde juega de local Sport Boys Warnes.
Se encuentra en la zona norte de la ciudad de Santa Cruz, en proximidades del Aeropuerto Internacional Viru Viru y cuenta con un aforo de 20 000 espectadores, el segundo estadio más grande de Santa Cruz tras el Estadio Ramón Tahuichi Aguilera.